# Jat
Los jats (o también jatt o jaat)(pronunciación en hindi [dʒaːʈ]) es un pueblo que vive en el subcontinente indio (en Pakistán y en el norte de la India). 
La ocupación tradicional de los jats es la agricultura, aunque se dedicaban a la ganadería cuando habitaban en el valle del bajo Indo en la región de Sind, al final de la Edad Media emigraron hacia el norte (estableciéndose en el Punjab, Delhi, Rajputana) y hacia el oeste de la llanura gangética. Son en su mayoría hinduistas, musulmanes y sijs, y se encuentran principalmente en los estados indios de Haryana, Punjab, Delhi, Rayastán y Uttar Pradesh y en las provincias pakistaníes de Panyab y Sind.

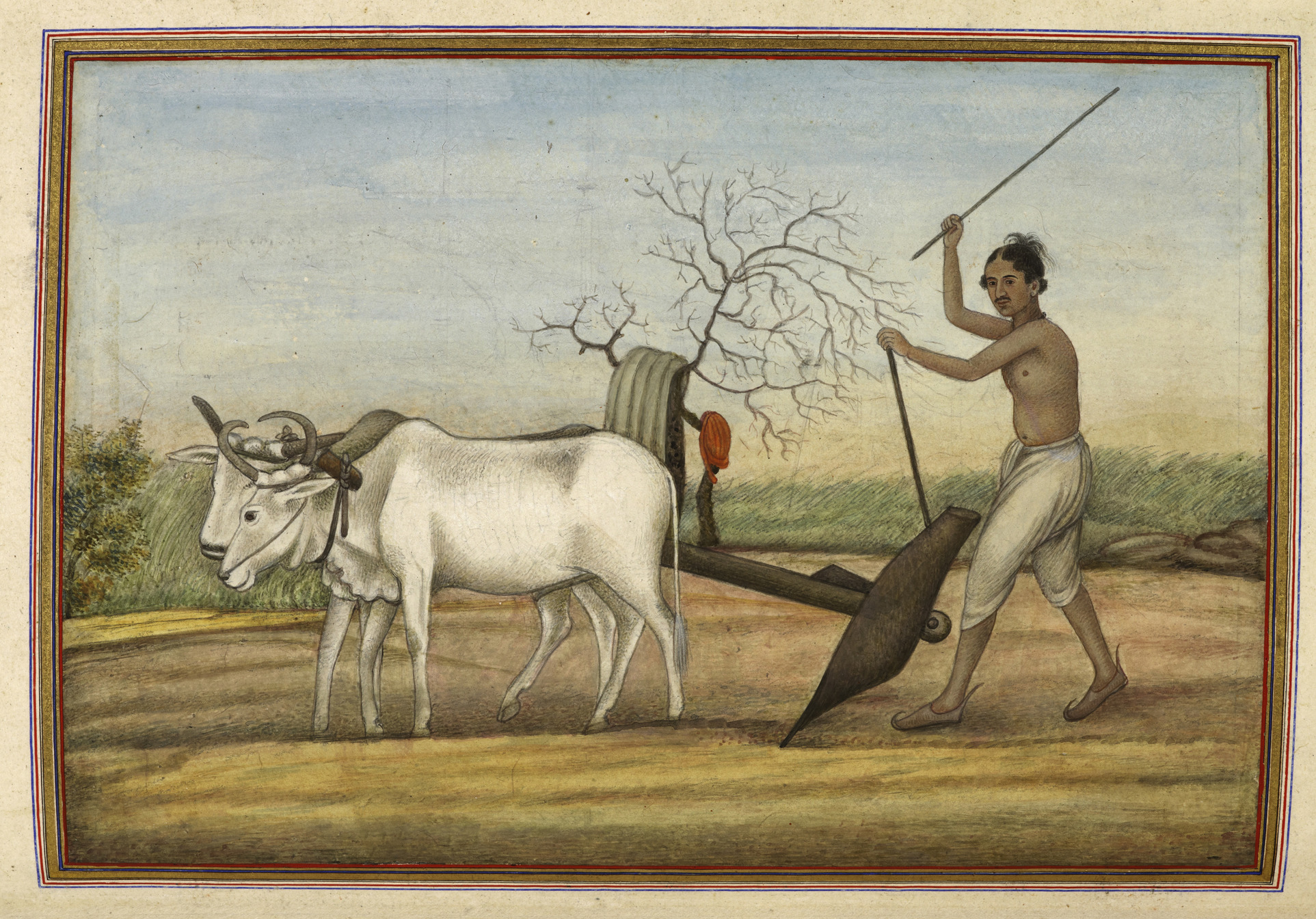
Un labrador arando con una yunta de bueyes. — Tashrih al-aqvam (1825). Los ‘jats’, una tribu numerosa, muy extendida por el noroeste de la India. Guerreros en el pasado, sobre todo agricultores ahora.

La vida campesina de los jats empezó a experimentar grandes cambios cuando los jats hinduistas se alzaron contra el Imperio Mogol a fines del siglo XVII y principios del XVIII. 
El reino jat hinduista alcanzó su apogeo bajo el Maharaja Suraj de Bharatpur (1707–1763). Los jats del Punjab tuvieron un papel importante en el desarrollo del Khalsa Panth (cofradía de guerreros protectores de los creyentes sijs), son más conocidos como los sijs jats.
En el siglo XX los jats propietarios de tierras se convirtieron en un grupo con influencia social en varias regiones del norte de la India, incluyendo Haryana, Punjab, Uttar Pradesh Occidental, Rayastán  y Delhi. Con el paso de los años algunos de los jats fueron abandonando la agricultura por el trabajo en las ciudades y se sirvieron de su poder económico y político para reclamar un estatus social más alto.
El gobierno de la India considera a los jats una casta que está en desventaja educativa y social (están clasificados Other Backward Class (OBC)) en siete estados de la India: Rayastán, Himachal Pradesh, Delhi, Uttarakhand, Uttar Pradesh, Madhya Pradesh y Chhattisgarh. Sin embargo, sólo los jats del Rayastán (excluyendo los de los distritos de Bharatpur y Dholpur) tienen derecho a plazas reservadas de funcionarios. En 2016, los jats  de Haryana llevaron a cabo grandes manifestaciones pidiendo la clasificación OBC con sus consiguientes ayudas y beneficios.

## Historia

#### Hipótesis sobre su origen
El origen de los jats ha sido objeto de controversia. El padre Montserrat, que vivió en la corte del rey Akbar en el siglo XVI, estudió el origen de los jats y concluyó que descendían del antiguo pueblo europeo de los getas. Joseph de Guignes identificó a los jats con los escitas y con los yuezhi de China, concordaron con él James Tod, M. Elphinstone y J. Klaproth, quien aventuró su identificación con los godos. En el siglo XIX, Alexander Cunningham sostuvo que descendían de los Zanthi mencionados por Estrabón y de los Iatioi de Claudio Ptolomeo.
J. P. Mallory y Victor H. Mair sostuvieron que yuezhi, masagetas, godos, getas, guti y kushan, son variaciones de un nombre que designaría a un mismo pueblo.
Los estudios genéticos demostraron que los orígenes de Jats poseen varias líneas de ascendencia diferentes, relacionadas con al menos nueve regiones geográficas diferentes del norte de la India y el Punjab. En efecto, los marcadores genéticos, sobre una muestra de 302 haplotipos del cromosoma Y en personas del pueblo jat residentes en India y Pakistán, indicaron que no existe un conjunto único de genes, si bien comparten características genéticas con varias otras comunidades étnicas del subcontinente indio, en especial con la población afgana, dado que la mayoría de las migraciones e invasiones al norte de la India han pasado por este territorio. En el pasado, varias tribus y clanes Jat han habitado partes de Afganistán. Por lo tanto, atribuir los orígenes de este grupo étnico a poblaciones antiguas vagamente definidas, como los indo-arios o los indo-escitas, sin negar la presencia de elementos de estos pueblos, representa una generalización demasiado amplia, sin base en los estudios etnográficos y genéticos. Las investigaciones más recientes, pues, confirman que los jats se originaron como una clase social de pastores en el bajo valle del Indo, muchos de los cuales, a finales de la Edad Media, emigraron al Punjab y luego, en los siglos XVII y XVIII, a la llanura occidental de Ganges.

#### Historia desde elsigloVIII
Jat es una etiqueta aplicada a una población muy diversa que tradicionalmente no pertenece a la élite y que originalmente practicaba la ganadería en el valle del bajo Indo, en Sind. En el tiempo de la conquista de Sind en el siglo VIII por Muhammad bin Qasim los cronistas árabes registran la existencia de jats en zonas áridas, lluviosas y montañosas de  las regiones conquistadas. Los gobernantes islámicos, aunque profesaban una religión igualitaria, no alteraron ni el bajo estatus de los jats ni los usos discriminatorios que sufrían, implantados en la larga era del dominio hinduista. Entre los siglos XI y XVI los ganaderos jats migraron hacia las regiones altas del valle, entrando en el Punjab, que no había sido cultivado durante el primer milenio. Muchos empezaron a labrar tierras como el Punjab Occidental, donde poco antes se había introducido la sakia, rueda persa. Al principio del Imperio Mogol en el Punjab el término jat se había convertido en un sinónimo de campesino y algunos jats que tenían campos ejercían influencia social.
Según las historiadoras C. Asher y C. Talbot:

con el paso del tiempo los jats se hicieron mayoritariamente musulmanes en el Punjab Occidental, sijs en el Punjab Oriental e hinduistas en las áreas que median entre el Territorio de Delhi y Agra. Durante el declive del dominio mogol, al principio del siglo XVIII, los pobladores del interior de la India, muchos de ellos nómadas armados, fueron teniendo una relación mayor con las ciudades y los agricultores. Muchos de los nuevos príncipes del siglo XVIII tenían ese origen. Las consecuencias de esta relación se extendieron hasta bien entrada la era colonial, durante mucho tiempo los labradores y ganaderos no integrados en la élite como los jats o los Ahirs, formaban parte de un espectro social que se fundía con la élite de terratenientes por un extremo y con las clases serviles o contaminantes ritualmente por el otro extremo. Durante el apogeo de los mogoles se reconocían derechos para los jats.

Al debilitarse el poder de los mogoles se produjeron una serie de rebeliones rurales en el norte de la India, que aunque hayan sido llamadas "levantamientos de campesinos" en su mayor parte fueron encabezadas por terratenientes locales. Las rebeliones de los sijs y los jats fueron dirigidas por esos terratenientes que tenían conexiones próximas entre ellos y con los campesinos sobre los cuales regían.
Los grupos de campesinos sublevados no estaban organizados en castas bien establecidas, sino que eran bastante recientes, poco consolidadas y podían absorber castas de campesinos más antiguas, bandas de guerreros y nómadas que vivían en zonas contiguas a los campos de cultivo. El Imperio mogol, incluso en el zenit de su poder, funcionaba delegando su autoridad y no tuvo un control directo de los señores locales, quienes fueron los más beneficiados por las rebeliones, expandiendo el territorio bajo su poder. 
Los jats que no eran sijs predominaron al sur y al este de Delhi después de 1710. Según el historiador Christopher Bayly, los hombres que asaltaban al principio del siglo XVII las vías de comunicación del imperio mogol, llamados en las crónicas saqueadores y bandidos, hacia el final del siglo habían creado un conjunto de minúsculos estados vinculados por alianzas matrimoniales y la religión.
Los jats se habían trasladado a la llanura gangética en dos grandes migraciones, en los siglos XVII y XVIII.
No constituían una casta en el sentido hinduista usual. Según C. Bayly hacia la mitad del siglo XVIII, el gobernante del joven reino jat de Bharatpur, Raja Surajmal, confiaba en la perduración de su estado y decidió construir un palacio con un jardín cerca de Dig (Deeg). El nombre del palacio, Gopal Bhavan, hace referencia al dios Krishna, sin embargo, el estilo de sus cúpulas, arcos y jardín es deudor de la arquitectura mogola, lo que indica que los nuevo reyes eran un producto de la era mogol. Otra concesión al origen mogol de su estado en la década de 1750, Surajmal destituyó a sus hermanos jats de los cargos de poder para reemplazarlos con un grupo de funcionarios mogoles de Delhi que aplicaron el sistema mogol de recaudación de alquileres de tierras.